# Pałuki (herb szlachecki)

Podstawowa wersja herbu według Szymańskiego

Oboczna wersja herbu według Szymańskiego

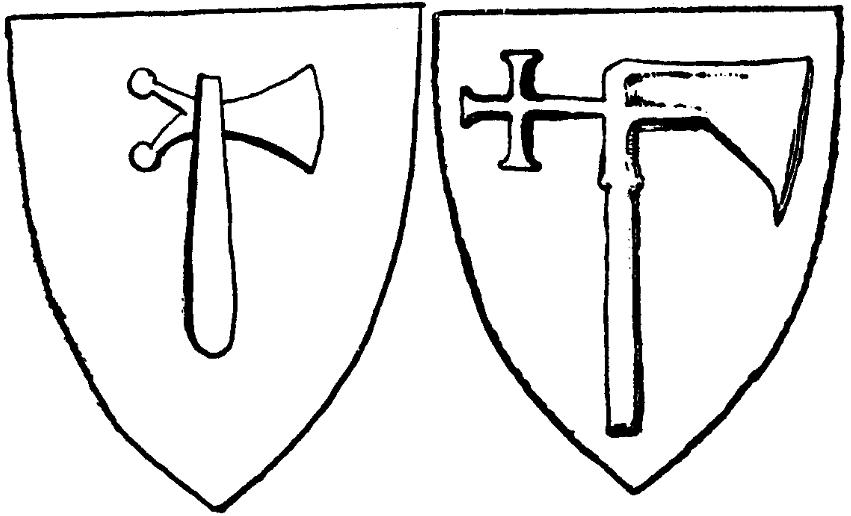
Obie wersje herbu u Piekosińskiego

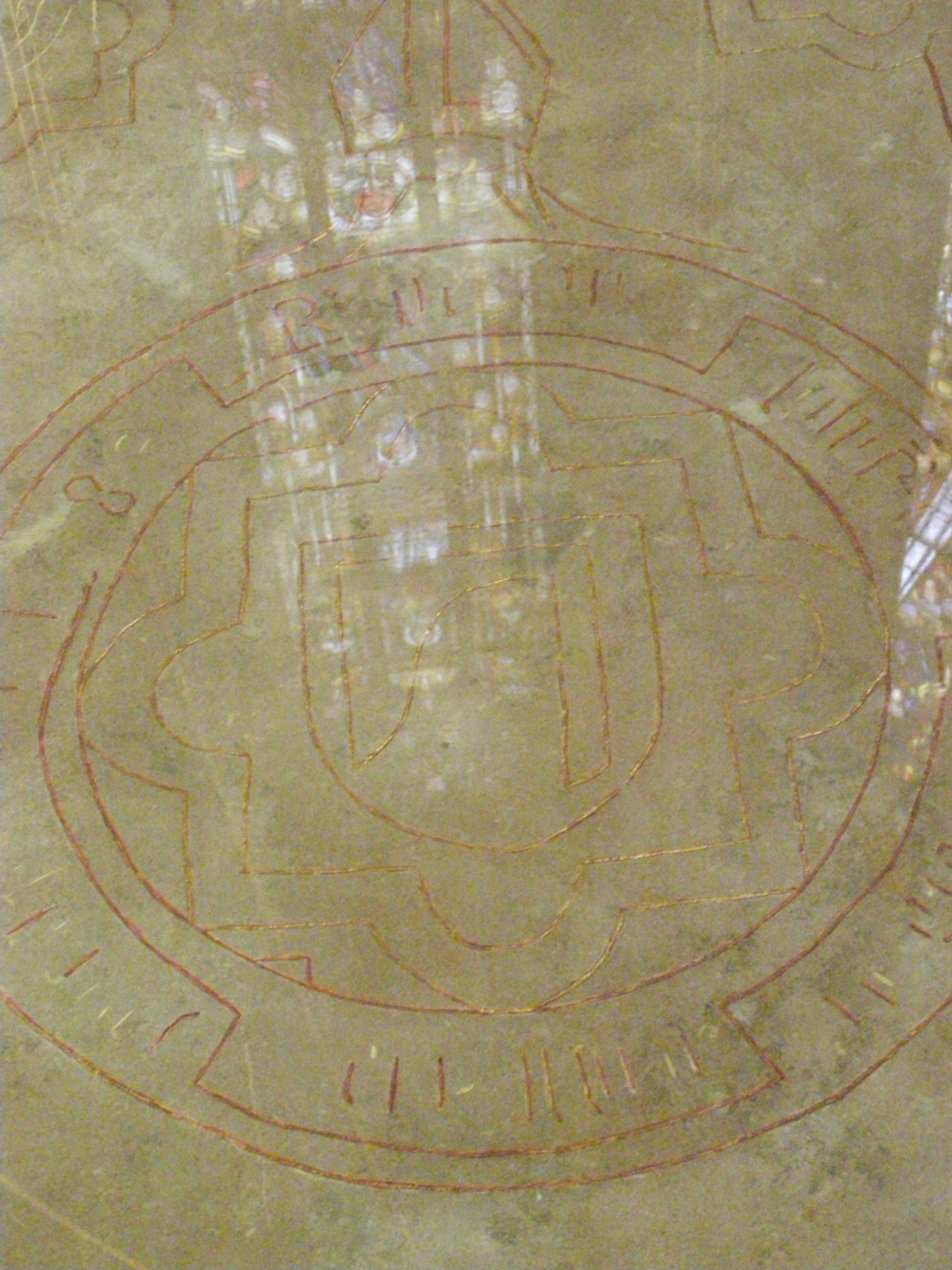
Epitafium Zbyluta Pałuki we włocławskiej katedrze – jeden z najwcześniejszych wizerunków herbu

Pałuki (Paluki, Palucensis, Pałuka) – polski herb rycerski, zarzucony na przełomie XIV i XV wieku na rzecz herbu Topór. Występował w Wielkopolsce, w regionie, od którego używający go ród wziął swoje miano, to jest na Pałukach.

## Blazonowanie
W polu topór z krzyżykiem kawalerskim w pas, zaćwieczonym na obuchu. Brak informacji o barwach, klejnocie i labrach.
Zachował się też jeden średniowieczny wizerunek, w którym zamiast krzyżyka były dwa języki zakończone kulkami.
Franciszek Piekosiński przytacza wizerunki obu wersji herbu, ale w lustrzanym odbiciu.

## Najwcześniejsze wizerunki
Najwcześniejsze wizerunki herbu pojawiają się na pieczęciach Sławnika z 1292–1302, Zbyluta z 1343, Trojana z 1357/8, Wojciecha, opata lubińskiego, Zbyluta, biskupa włocławskiego z 1377 oraz na płycie nagrobnej ostatniego z 1383. Pieczęć, na której topór jest z językami, pochodzi z 1259 roku i należała do Sławnika.

## Zanik na rzecz herbu Topór
Herb Pałuków, prawdopodobnie z racji podobieństwa do herbu znacznie potężniejszych małopolskich Toporczyków, zanikł na jego rzecz całkowicie na przełomie XIV i XV wieku. Istnieje teoria, jakoby nastąpiło to po odziedziczeniu (zapewne po kądzieli po Toporczykach) Chrobrza w ziemi wiślickiej. Jednak nie wszystkie linie weszły do tego rodu, a część z nich zachowała swoją odrębność, co wyrażali w używaniu dawnego herbu. Godło ich znamy wyłącznie z pieczęci, gdyż nie zostało odnotowane ani przez Długoszowe Klejnoty ani przez inne herbarze. Świadczy to o tym, że unifikacja rodu Pałuków z Toporczykami musiała nastąpić przed XV wiekiem.
Paweł Dudziński pisze natomiast, że unifikacja Pałuków z Toporczykami była skutkiem odgórnej decyzji podjętej przez Sędziwoja z Szubina.
Mimo znaczących rozbieżności w najstarszych wizerunkach herbów Toporczyków i Pałuków, Piekosiński w Kwartalniku Historycznym wyraził zdanie, według którego Pałukowie od początku byli Toporczykami. Jako uzasadnienie podaje, że nawet najuboższy szlachcic nie odmieniłby swego herbu na inny, nawet w perspektywie mając wzbogacenie. Gdyby tak było i herb Pałuków byłby formą Topora, wówczas należałoby rok najwcześniejszej wzmianki sfragistycznej o Toporze przesunąć do 1259. Ostatecznie jednak Piekosiński się z tego zdania wycofał.

## Etymologia
Józef Szymański zgadza się z Semkowiczem, Gumowskim, Brücknerem i Wasilewskim, że Pałuki to nazwa topograficzna. Uznaje jednak też za możliwą opinię ze Słownika staropolskiego, jakoby nazwa ta była przezwiskowa, pochodząca od pałuka – przykrycie wozu rozpięte na kabłąkach.

## Herbowni
Pałukowie.
Herbem tym miała się też pieczętować pierwotnie rodzina Danaborskich oraz spokrewniona z nimi rodzina Białośliwskich z Białośliwia. Z Pałuków mieli też wywodzić się Słupscy ze Słup, którzy później przyjęli nazwisko Kcyński. Biorąc jednak pod uwagę, że właściwe polskie nazwiska szlacheckie zaczęły się wykształcać w XV i XVI wieku (czyli po zaniknięciu herbu Pałuki), rodziny te w momencie oddzielenia się od Pałuków musiały już używać herbu Topór.

## Występowanie w heraldyce terytorialnej
Twórcy niektórych współczesnych polskich herbów wzorowali się na herbie Pałuków. W przypadku herbu Wągrowca, sięgnięto po herb Topór – przysługujący Pałukom od około XV wieku. Niektórzy jednak sięgnęli po najstarszy herb Pałuków. Postąpiła tak gmina Wągrowiec, która w swoim herbie umieściła w lewym polu przedstawienie wzorowane na wizerunku z pieczęci Sławnika z 1259. Powiat żniński i powiat wągrowiecki natomiast umieściły w swoich herbach m.in. topór z podstawowego wizerunku herbu Pałuków.